# L'erede (Patini)
L'erede  è un dipinto di genere del pittore abruzzese Teofilo Patini (1840-1906).

## Descrizione e storia
Nel 1880 Teofilo Patini terminò questa sua opera, ispirata ad un episodio reale avvenuto a Castel di Sangro, che intitolò L'erede unico poi diventato semplicemente L'erede. L'autore spiegò il titolo con queste parole riferite dalla principessa Maria Dalla Rocca:
 L'opera ebbe grande successo: fu presentata con il titolo L'erede unico e premiata all’Esposizione Nazionale di Milano 1881, successivamente fu esposta a Torino all'Esposizione generale italiana del 1884 e in molte altre città. Fu richiesta per una esposizione a Londra, dove fu rubata e poi recuperata nel 1883, l'anno successivo fu acquistata dallo Stato per la Galleria nazionale d'arte moderna e contemporanea di Roma dove l'opera è tuttora esposta. Il dipinto fu anche esposto nella mostra Teofilo Patini, che si svolse a Napoli e a Roma nel periodo 1889-1890. Più che impietosire con questa opera - come scrisse al pittore milanese Eleuterio Pagliano, il Patini voleva suscitare una

### Le copie del quadro
Il grande successo ottenuto dalla sua opera indusse l'autore a replicare l'opera più volte con varianti minime.
- A Napoli, alla Galleria dell'Accademia di belle arti si conserva L'erede, olio su tela, 206x300 cm.[6][7] Questa edizione in grande formato fu realizzata tra il 1896 e il 1899 per Luigi Frasca e, con il permesso di Patini, nel 1889 fu ceduta allo Stato che l'acquistò per l'Accademia di belle arti di Napoli.
- Nel mercato dell'arte pubblicato in rete, compare una versione di L'erede di alt. 50cm. e largh. 68cm.[8]
- A Calascio nella collezione d'arte del Municipio si conserva L'erede,1906, olio su tela, alt. 132 cm. e largh. 176 cm. Questa ultima edizione del quadro, fu consegnata nel 1906, da Patini, poco prima di morire, ad un ricco committente di Calascio, Luigi Frasca, un mecenate suo amico che acquistò molti altri dei suoi quadri[9].

### Trilogia sociale
Questa opera, insieme a Vanga e latte e Bestie da soma, forma la cosiddetta "trilogia sociale", ispirata alla dura vita del mondo contadino dell'epoca. La sequenza temporale è inversa a quella con cui le tre tele furono prodotte dall'autore.

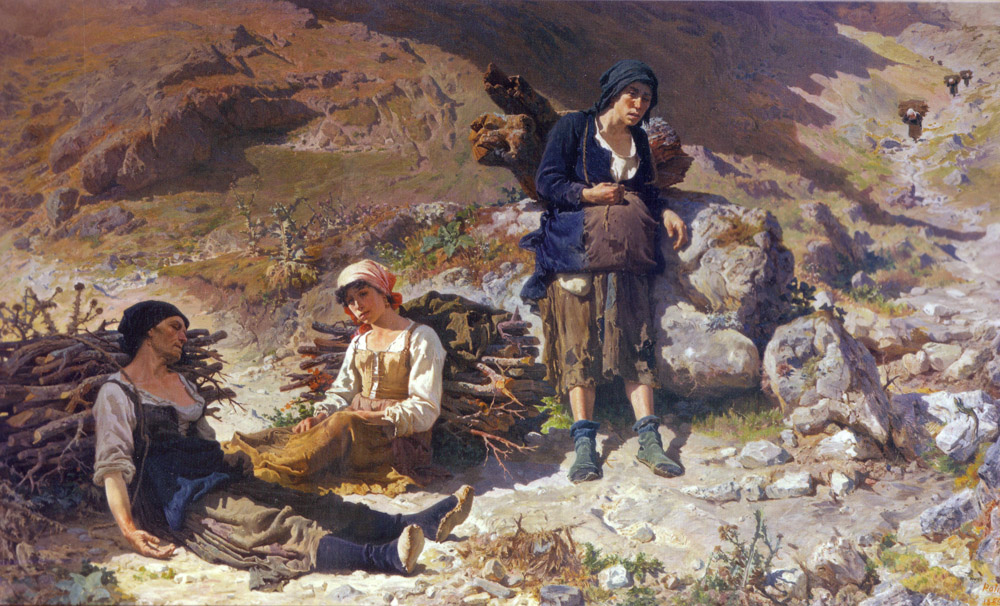
1886, Bestie da soma
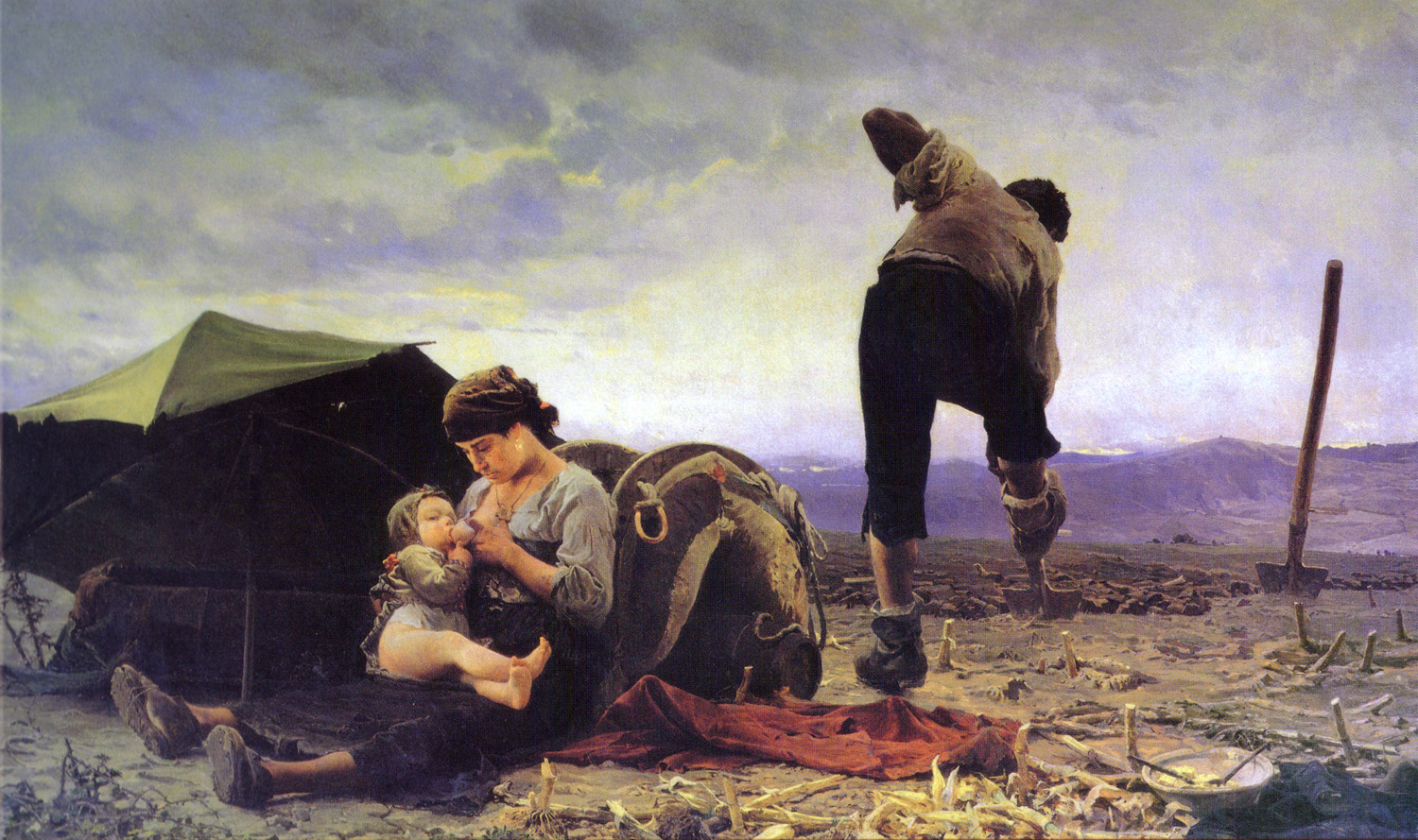
1884, Vanga e latte
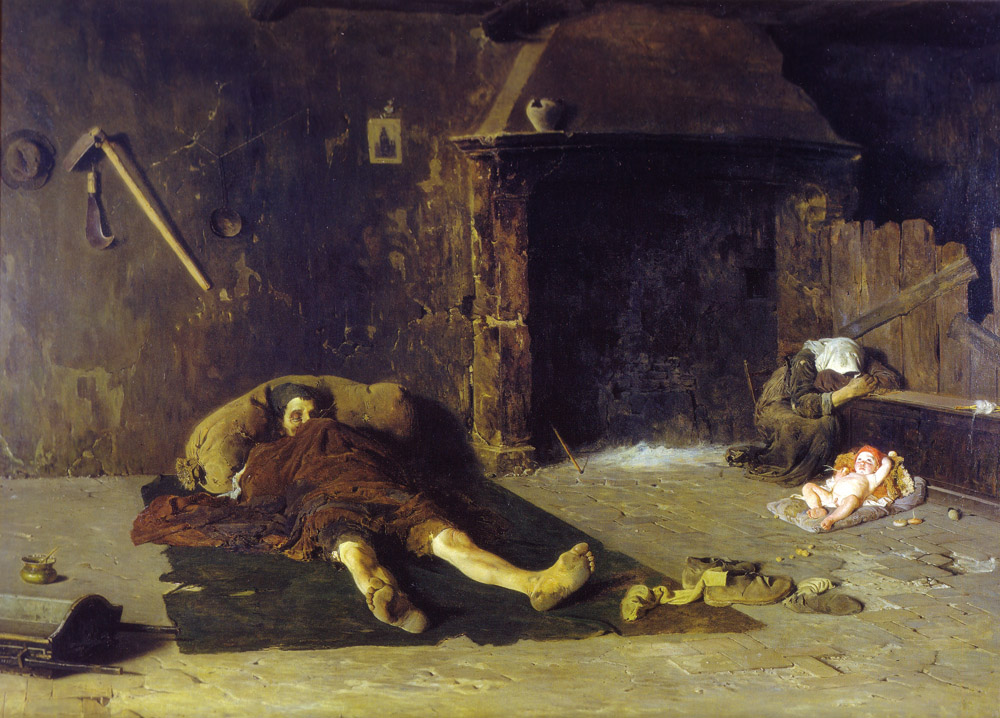
1880, L'erede

L'autore, deluso dalla politica post unitaria messa in atto, che definì "Risorgimento tradito", aveva abbracciato l'ideale socialista e il suo impegno politico si concretizzò con queste tre opere in stile rigorosamente verista. I tre episodi descritti nei quadri sono una "cronaca" spietatamente oggettiva della condizione di miseria diffusa tra le classi rurali dell’Italia appenninica. Sono quadri di denuncia storica tendenti ad ottenere più adeguati ed umani provvedimenti legislativi per la cui promulgazione il pittore continuò lungamente a battersi.
Primo Levi (1853-1917), fraterno amico del pittore in nome delle medesime istanze umane e sociali, riferendosi a L'erede scrisse:

### Soggetto del dipinto
Spicca in primo piano la figura del morto che giace su un mantello lacero con il capo appoggiato ad un sacco e coperto da una sorta di sudario troppo corto dal quale fuoriescono nude gambe divaricate private delle scarpe sformate, troppo preziose per seppellirle con lui. Per alcuni aspetti, come il realismo con cui vengono raffigurati i piedi, l'immagine evoca quella del Cristo morto (Mantegna). Sullo sfondo è la figura della donna accasciata da un dolore disperato, appoggiate sulla cassapanca del corredo nuziale, unico arredo di un ambiente abitativo misero con il focolare spento. Tra le due figure sta, «nudo fra i cenci come un Bambinello di presepe», il loro erede che stringe fra le mani una cipolla, simbolo delle fatiche senza adeguato compenso. Il bimbo con lo sguardo rivolto verso l'alto è illuminato da una luce di speranza ostinata.
Cosimo Savastano, riferendosi al Patini, conclude la sua opera Teofilo Patini e la sua gente scrivendo: